# American Intelligence Journal
L'American Intelligence Journal è una rivista militare a revisione paritaria pubblicata negli Stati Uniti dal National Military Intelligence Association. Ha una particolare attenzione all'istruzione pubblica e alla diffusione delle conoscenze sulla professione dell'intelligence militare.